# Буда, Алекс

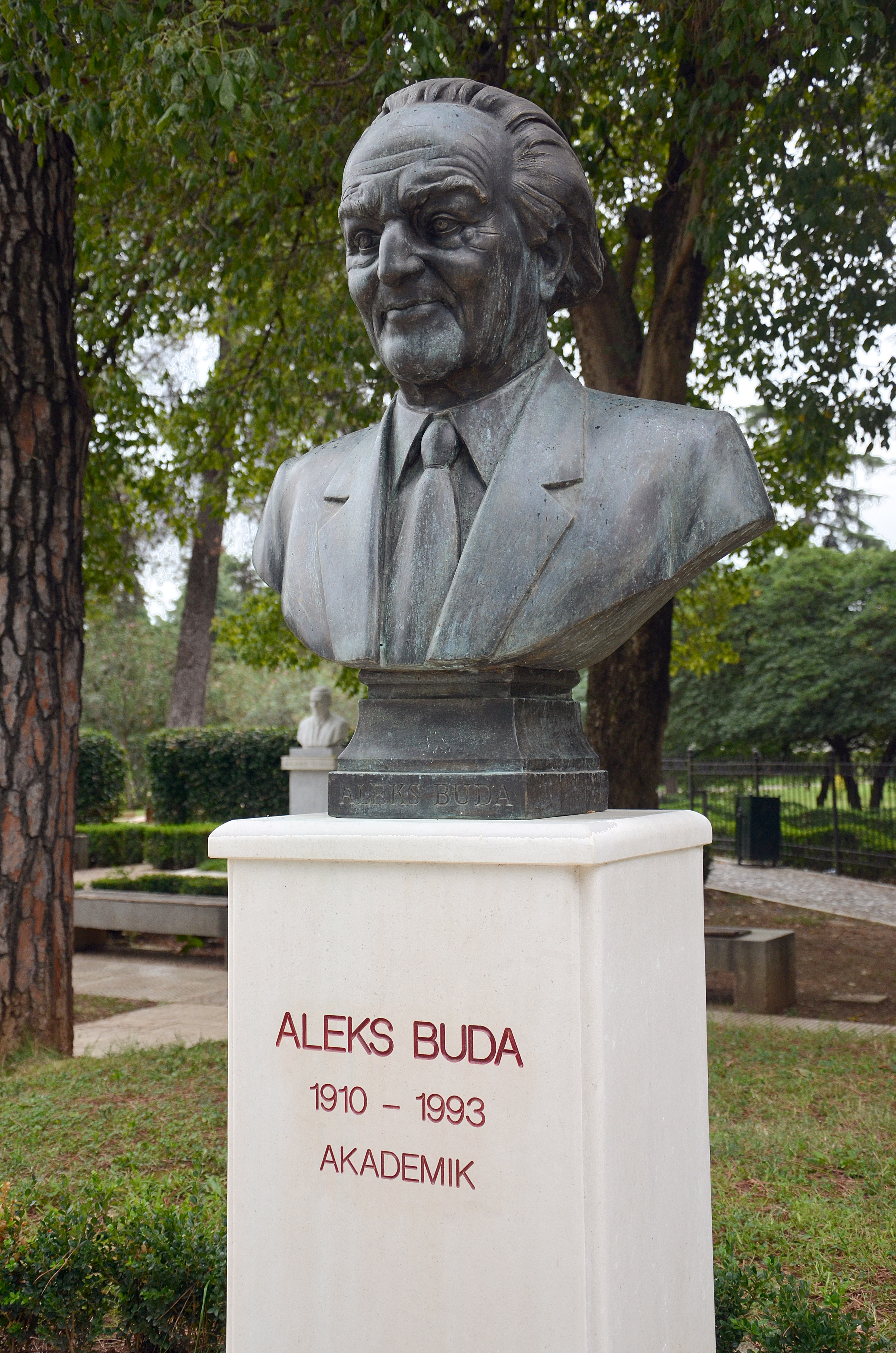
Бюст в Тиране

Алекс Буда (алб. Aleks Buda; 1910 — 1993) — албанский учёный-историк; был членом и президентом Академии наук Албании.

## Биография
Родился 7 сентября 1910 года в городе Эльбасан Османской империи в семье с еврейскими корнями.
Учился в начальной школе города Лечче в Италии, окончил среднюю школу в Зальцбурге, Австрия, в 1930 году. После этого  поступил в Венский университет, где изучал философию и литературу, но, не окончив его, вернулся в Албанию.
Несмотря на то, что его специальностью была литература, Алекс Буда сделал карьеру как историк. Он принадлежал к группе наиболее заметных историков во времена социализма в Албании. Считался историографом Второй мировой войны. Был единственным историком на Албанском орфографическом конгрессе, состоявшемся в Тиране с 20 по 25 ноября 1972 года. В некоторых источниках учёный упоминается как личное доверенное лицо Энвера Ходжи. В ознаменование 35-й годовщины создания Партии труда Албании, Буда принял участие в 1976 году в Национальной этнографической конференции.
Современные историки считают, что работы Алекса Буды хорошо освещают происхождение албанского народа. Также он считался ведущим албанским ученым по Иллирийской истории и принадлежал к группе тех историков, которые считали, что нет никаких следов иллирийцев между VI и XI веками, когда в XI веке появились первые документы об албанцах. На основе гипотезы иллирийского происхождения албанцев, Буда подчёркивал, что албанцы принадлежат к древнейшим обитателям Балкан и даже Европы.
Буда принадлежал к небольшой группе албанских интеллектуалов, которые допускались во время коммунистического режима в Албании к зарубежной литературе, чтобы применять эти источники для подготовки своих работ, используемых другими коллегами-учёными.
В октябре 1972 года по указу Президиума Национального собрания Албании была создана Академия наук Республики Албании. На первом заседании Ассамблеи Академии наук, состоявшемся 25 января 1973 года, профессор Алекс Буда был избран первым президентом Академии наук Албании. Его бюст установлен в сквере перед зданием Академии наук (в конце известной пешеходной улицы Тираны Shëtitorja Murat Toptani).
Умер 7 июля 1993 года в Городе Тирана, Албания. Его именем названа одна из гимназий в Тиране.
Алекс Буда был удостоен ряда наград, включая высшее почетное звание «Учитель народа», присваивавшееся в коммунистический период Албании за особо выдающиеся заслуги, и «Орден свободы» 1-го класса; президент Австрийской республики вручил ему медаль, которая является высшей наградой для иностранных граждан. После смерти учёный был удостоен звания «Почётный гражданин Эльбасана».